# Kameyama (imperatore del Giappone)
Kameyama (亀山天皇, Kameyama Tennō; 9 luglio 1249 – 4 ottobre 1305) è stato il 90º imperatore del Giappone.
Il suo nome personale era Tsunehito (恒仁?). Regnò dal 1259 al 1274. Nel 1274 si ritirò in un monastero buddhista lasciando il trono al figlio, pur conservando il controllo del potere, in qualità di Imperatore Claustrale, fino al 1287.

## Biografia
Fu il settimo figlio dell'imperatore Go-Saga.
Nel 1258 divenne principe della Corona, e nel 1259 divenne imperatore a seguito dell'abdicazione del fratello maggiore Go-Fukakusa, grazie all'influenza del padre, l'Imperatore Claustrale Go-Saga.
Nel 1263, durante la Ribellione del 6º Shōgun Kamakura, il Principe Imperiale Munetaka, che era il figlio maggiore dell'imperatore Go-Saga, fu deposto dallo stesso Kamakura che lo rimpiazzò con il figlio, il Principe Imperiale Koreyasu, che aveva due anni.
Nel 1265 arrivò una delegazione inviata da Kublai Khan, che lungo la strada per il Giappone depredò delle isole.
Nel 1274, Kameyama abdicò a favore del figlio Go-Uda, mantenendo il controllo del paese come Imperatore Claustrale. Durante il periodo in cui fu in monastero, i Mongoli tentarono due volte di invadere il Giappone. Per scongiurare il pericolo, Kameyama si recò personalmente a pregare la potente divinità Amaterasu al tempio shintoista di Ise.
Kameyama divenne oggetto dei sospetti del Bakufu che, nel 1287, spinse Go-Uda ad abdicare, e favorì l'incoronazione del figlio di Go-Fukakusa che divenne l'Imperatore Fushimi. Tale evento pose fine al regno claustrale di Kameyama.
Successivamente il Principe Imperiale Hisa'aki, figlio dell'Imperatore Go-Fukakusa, divenne shōgun rinforzando la posizione del Jimyōin-tō. Questo tolse ogni speranza a Kameyama che nel 1289 si unì ad una setta Zen. E fu così che il Buddismo Zen iniziò lentamente a penetrare nella nobiltà di corte.
Nel 1291 collaborò alla fondazione del tempio Buddista di Nanzen-ji a Kyōto. Morì nel 1305.